# Obszar Zachodni
Obszar Zachodni (ang. Western Area) – wydzielone terytorium w Sierra Leone, posiadające status prowincji. Obejmuje półwysep Freetown.
Dzieli się na dwa dystrykty:
- Dystrykt Miejski Obszaru Zachodniego
- Dystrykt Wiejski Obszaru Zachodniego